# Ernest Webb
Ernest James Webb (Hackney, 25 de abril de 1874-Toronto, 24 de febrero de 1937) fue un atleta británico especializado en marcha atlética que compitió en los Juegos Olímpicos en 1908 y 1912. 
Webb ganó dos medallas de plata en pruebas de marcha atlética en los Juegos Olímpicos de Londres 1908, en las distancias de 3,5 kilómetros y 10 millas. En ambas ocasiones, terminó tras George Larner, que se hizo con los oros. 
Cuatro años más tarde, en los Juegos Olímpicos de Estocolmo 1912, ganó una nueva medalla de plata en la distancia de 10 km detrás de George Goulding de Canadá. 
Se da la circunstancia de que los 10 kilómetros se disputaron por primera vez en los Juegos de Estocolmo. Las distancias de 3,5 kilómetros y 10 millas solo se disputaron en una ocasión y fue en los Juegos de Londres de 1908.